# 奧布西奇
51°33′38″N 27°32′58″E / 51.56056°N 27.54944°E
奧布西奇（烏克蘭語：Обсіч），是烏克蘭西北部的村莊，隸屬里夫內州的薩爾內區。該村始建於1906年，面積47.3平方公里，海拔高度148米，2001年人口376，人口密度每平方公里8人。